# Holland (Ohio)

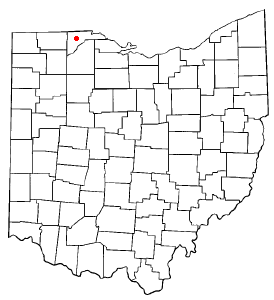
Holland na planie stanu Ohio

Holland – wieś  w Stanach Zjednoczonych, w hrabstwie Lucas, w stanie Ohio.
- Powierzchnia: 2,2 km²
- Ludność: 1 306 (2006)